# チェル・ホワイト
チェル・ホワイト（Chel White、1959年5月30日 - ）はアメリカの映画監督、作曲家、脚本家、VFXアーティストである。

## 概要
チェル・ホワイトは独立系映画やミュージック・ビデオで彼特有の様式美をもっている。実験的な画像の使用や、今まで例がないタイプのアニメーションの使用、映像世界を外から眺めたような作品等が特徴である。彼は愛・執着・疎外といったテーマを追求するために、しばしばブラックユーモアと詩的な感性を取り入れる事がある。また、夢と潜在意識に焦点を当てた作品作りをするのが彼の特徴でもある
。
彼は自分の作品を「夢と現実の境界線上にあるストーリーとイメージ、もしくは、歪んだ記憶のストーリーとイメージ。」と表現している
。
ロックフェラー財団のフェローであるチェル・ホワイトは、ピーボディ賞を受賞した作家でラジオパーソナリティのジョー・フランク（英語: Joe Frank）脚本のダート(映画)（英語: Dirt）
、Soulmate
、マグダ(映画)（英語: Magda (2004 film)）

に基づいて映画を制作した
。
オースティン映画協会（英語: Austin Film Society）のチャレ・ナフス
は、「チェル・ホワイトの映画のスタイルとテーマの多様性に驚かされました。シュールな雰囲気や、幻想的な雰囲気や、彼の物思いにふけりウィットに富んだ雰囲気等、複雑で神秘的な世界観に私の想像力がかきたてられます。」と語っている。
オースティン・クロニクル紙（英語: The Austin Chronicle）は、「チェル・ホワイトの作品は、アニメーション、あえて強く訴えない表現しない手法、狂気を演じる俳優たちの表現の中に彼のメッセージを見え隠れさせると言った手法で、自分自身を発信しているようです。」と評している
。
チェル・ホワイトは、レディオヘッドのトム・ヨーク、メルヴィンズ、トム・ブロソー（英語: Tom Brosseau）、クリスタベル（英語: Chrystabell）とデイヴィッド・リンチのミュージックビデオを監督し、オレゴン交響楽団とコラボレーションしている。彼は映画監督のガス・ヴァン・サントと幅広く協力し、ヴァン・サントのいくつかのプロジェクトでVFX作品を生み出している。
ホワイトは1992年にストップモーションに力を入れたコマーシャルの監督を始めた。1999年にはテレビ番組（サタデー・ナイト・ライブのパロディ番組2本を含む）の監督を始めた。
1999年、レイ・ディ・カルロ、デヴィッド・ダニエルズ（英語: David Daniels (filmmaker)）とともに、チェル・ホワイトはオレゴン州ポートランドの国際制作会社ベント・イメージ・ラボの共同設立者になった。

## 生まれてから大学卒業までの人生
チェル・ホワイトはミズーリ州カンザスシティで生まれた。両親は当時学生であったため、両親はさまざまな学位を取るためコロラド州、ミシガン州、ストックホルム、イリノイ州エバンストンに移り住み育った。最終的にエバンストンに落ち着き、父親がノースウェスタン大学教授、母親が教師になった。
ホワイトが芸術の世界で最初に影響を受けたのは、小学校の時にシカゴ美術館を訪れた際に見たシュルレアリスムの絵画だったと述べている。
高校時代にピーター・キングズベリーとケビン・ドールの指導のもとで映画制作を始め、ノーマン・マクラレン、ハリー・スミス、ブルース・コナー（英語: Bruce Conner）、マヤ・デレン、ケネス・アンガー、ウィル・ヒンドル（英語: Will Hindle）、レン・ライ（英語: Len Lye）、ジャン・コクトーの映画に触れた。ホワイトは「16歳の時、アニメーションがアーティストと映画製作者をつなぐ架け橋だと気付きました。その時から後ろを振り返ることはありませんでした。」と回想している
。
1984年、アンティオック大学（英語: Antioch College）で実験映画を中心とした視覚芸術の学士号を取得した。アンティオキア大学在学中、彼はジョン・フランスバーグ（英語: John Flansburgh）と共にザ・ブラックアウトというバンドに所属していた

。フランスバーグは後にゼイ・マイト・ビー・ジャイアンツというバンドを結成した。

## 独立系映画監督時代
チェル・ホワイトは大学卒業後、フィルムに描いたアニメーション『インドのメタル・ドッグス(Metal Dogs of India)』（1985年）
から独立した短編映画を作り始めました。1991年、ホワイトは『コピー機の振付（Photocopy Cha Cha）（英語: Choreography for Copy Machine）』を完成さた。これは、コピー機の写真撮影機能のみを使用して、手、顔、その他の体の部分の連続画像を生成するユニークなアニメーション映画である。この映画は新しい技術を使用したアニメーション映画として広く知られることとなった
。ワシントン・ポスト紙は、この作品を「コピー機のガラス板を歪んだ幽霊が横切るように見える新しい感覚に富んだ作品」と評している
。その後の映画には、『Dirt』（1998年）、『Soulmate』（2000年）、『Passage

』（2001年）、『Magda』（2004年）、『A Painful Glimpse Into My Writing Process in Less Than 60 Seconds
』（2005年）、『Wind
』（2007年）、『Bucksville
』（2011年）、『Little Donnie』（2017年）、『Dreams of a Fallen Astronaut
』（2020年）などがあり、これらはGratzfilm
のオムニバス『The One-Minute Memoir』の一部である。
2002年、チェル・ホワイトは9月11日の悲劇に対する詩的な反応として、『New York』を創作し、オムニバスコレクション『Underground Zero』の一部とした。シカゴ・トリビューンはホワイトの映画を「街そのものへの不気味な賛歌」と呼び、シカゴ・リーダー紙（英語: Chicago Reader）のビル・スタメッツ
は「チェル・ホワイトのニューヨークは、荒廃した街を再び魅惑的にする。夕暮れにジェット機が上昇し、屋根やクレーンがシルエットを描き、子供たちが消火栓の水しぶきに喜び、水滴が小さなダイヤモンドのように輝く」と述べた。
ホワイトの2007年の短編映画「Wind」は、レディオヘッドのクリエイティブ・ディレクター、ディリー・ジェント
と気候変動啓発団体ライブ・アースの委託作品である。ニューヨーク・タイムズ・マガジンは、この映画を「アントニオ・マチャドの詩にのせ、アレック・ボールドウィンがナレーションをつとめた、美しく感動的な映画」と評している。ロバート・ブライによる詩の翻訳を用いて、「Wind」は人類の地球管理の欠如の比喩を作り上げている。ライブ・アースが委託した他の8本の映画とともに、「Wind」は、ニューヨーク・タイムズ・マガジンのオープニング・ナイト・プログラムで世界初公開された。 2007年トライベッカ映画祭でアル・ゴアが基調講演を行った
。
チェル・ホワイトの映画は、サンダンス映画祭、ベルリン国際映画祭、ロッテルダム国際映画祭、サウス・バイ・サウスウエスト、オタワ国際アニメーションフェスティバル、アヌシー国際アニメーション映画祭、広島国際アニメーションフェスティバル、香港国際映画祭、シアトル国際映画祭（英語: Seattle International Film Festival）、エディンバラ国際映画祭で上映された。2012年には、チェル・ホワイトの長編映画監督デビュー作となる『バックスビル
』が公開された。『マルーア国立野生生物保護区の占拠（英語: Occupation of the Malheur National Wildlife Refuge）』や2016年のトランプ大統領選挙よりずっと前に執筆・制作された『バックスビル』は、20年前に父親が立ち上げた、権利を剥奪された小さな町の過激派民兵組織に一生縛られるという現実から逃れようと奮闘する若者を描いた、暗くも不気味なほど美しく、先見性のある物語である。フェーズ4フィルムズが配給する『バックスビル』は、トーマス・ストロッペル、テッド・ルーニー、アレン・ノーズが主演し、トム・ベレンジャーが正義の守護者役でカメオ出演している。脚本はローラ・マッギーとチェル・ホワイト、音楽はトム・ブロソー。オレゴニアン紙のジェイミー・S・リッチは『バックスビル』を「予想通りの独善的な批評をせずに、極端な視点を洞察力豊かに描いた作品」と評している。
ホワイトの作品が展示されている美術館は、ゴッホ美術館、ブルックリン美術館、ボストン美術館、アトランタのハイ美術館など。彼の回顧的な展覧会はは、アナーバー映画祭（英語: Ann Arbor Film Festival）（1999年と2002年）、南部芸術連盟（英語: Southern Arts Federation）（2002年）、オースティン映画協会（2003年）、ノースウェスト映画センター（英語: Northwest Film Center）（現 : ポートランド美術館）（2012年）等での20年間のキャリア回顧展、および、オタワ国際アニメーションフェスティバル（2018年）でのベントイメージラボ（英語: Bent Image Lab）回顧展とマスタークラスなどがあります。
チェル・ホワイトは、ロックフェラー財団、地域芸術文化評議会（英語: Regional Arts & Culture Council）、オレゴン州ポートランドからメディアアートフェローシップを受賞し、クリエイティブキャピタル（英語: Creative Capital）、パシフィックパイオニア基金、オレゴン芸術委員会（英語: Oregon Arts Commission）からプロジェクト助成金を受けている。
チェル・ホワイトの短編インディペンデント映画を集めたDVDコンピレーション「Fever Dreams and Heavenly Nightmares」は、2006年にマイクロシネマインターナショナルからリリースされた。
チェル・ホワイトは、マーティン・クーパーの長編ドキュメンタリー『歴史、謎、そしてオデッセイ：ポートランドのアニメーター6人の生涯と仕事』（2023年）でインタビューを受けた6人のうちの1人として紹介されている。他のインタビュー対象者は、ジョーン・C・グラッツ（英語: Joan C. Gratz）、ジム・ブラッシュフィールド（英語: Jim Blashfield）、ジョアンナ・プリーストリー（英語: Joanna Priestley）、ローズ・ボンド（英語: Rose Bond）、ザック・マーゴリスである。この映画は2023年のオタワ国際アニメーションフェスティバルで初公開された
。

## プロとしてのキャリア
チェル・ホワイトは1986年に映画監督ジム・ブラッシュフィールドのアニメーターとして、ポール・サイモン、ティアーズ・フォー・フィアーズ、マイケル・ジャクソンのミュージックビデオで働き、プロとしてのキャリアをスタートした。
1991年には、ガス・ヴァン・サント監督の『マイ・プライベート・アイダホ』（1991年）からVFXの制作を始めた。ホワイトはその後、ヴァン・サント監督の『イーブン・カウガールズ・ゲット・ザ・ブルース（英語: Even Cowgirls Get the Blues (film)）』（1993年）、『パラノイド・パーク』（2007年）、『ミルク』（2008年）、『レストレス』（2011年）のVFXスーパーバイザーを務めたほか、トッド・ヘインズ監督の映画『アイム・ノット・ゼア』[40] や、デヴィッド・オイェロウォ監督の長編映画『ウォーターマン』（2020年）のアニメーションシーケンスのタイトル効果スーパーバイザーも務めた

。ホワイトはNBCのサタデー・ナイト・ライブとロバート・スミゲルのサタデーTVファンハウス（英語: List of Saturday TV Funhouse segments）の短編2本、『クリスマスを台無しにしたナレーター』（シーズン27、エピソード9）と『ブルー・クリスマス』（シーズン30、エピソード8）を監督した。どちらもテレビスペシャル『ルドルフ 赤鼻のトナカイ』(1964年)のパロディである。
2001年12月15日に初放送された『クリスマスを台無しにしたナレーター』はロバート・スミゲル、マイケル・ゴードン、ルイ・C・K、スティーヴン・コルベアが脚本を書き、クリス・パーネル（英語: Chris Parnell）、マーヤ・ルドルフ、エイミー・ポーラー、ダグ・デール（英語: Doug Dale）、ロバート・スミゲルが声を担当した。
2004年12月18日に初放送された『ブルークリスマス』は、ロバート・スミゲルとミシェル・サックス・スミゲルが脚本を担当し、リッチ・ブロンクイスト（英語: Rich Blomquist）、スティーヴン・コルベア、スコット・ジェイコブソン（英語: Scott Jacobson）、マット・オブライエンが追加素材を担当し、マーヤ・ルドルフ、エイミー・ポーラー、エリック・バーグマン、ロバート・スミゲルが声を担当した。SNLの短編の成功により、ホワイトはベントイメージラボを通じて、ホールマークチャンネルの2つの子供向けテレビ番組スペシャルを含む、他のホリデーテーマのストップモーションプロジェクトを監督することになった。
2011年のテレビホリデー番組をレビューしたニューヨークタイムズのマイク・ヘイルは、ジングル・オール・ザ・ウェイ（テレビスペシャル）（英語: Jingle All the Way (2011 film)）を「群を抜いて最高。魅力的なアートと心地よく控えめなストーリーテリングに加え、『ジングル』はおもちゃの製造や配達に焦点を当てていない点で他のホリデー番組とは一線を画している」と評した。
2006年、チェル・ホワイトはトム・ヨークの曲「ハロウダウン・ヒル}」（2007年）サウス・バイ・サウスウエスト最優秀ミュージックビデオのミュージックビデオを監督した。彼はベント・イメージ・ラボのチームおよび共同設立者とともに、ハロウダウン・ヒルのビデオで初めて使用されたデジタルミニチュア化技術（英語: Miniature faking）、スモールガンティクス(ティルトシフト撮影の一種)を開発した。
2012年、ホワイトはクリスタベル（英語: Chrystabell）とデヴィッド・リンチの曲「バード・オブ・フレイムス」のビデオを監督した。このビデオは「忘れがたい超現実的なビジョン」と評されている。
チェル・ホワイトが監督したコマーシャルは、クリオ賞]、D&AD賞（英語: Design and Art Direction）、ザ・ワン・クラブ賞（英語: The One Club）、独立コマーシャルプロデューサー協会（AICP）（英語: Association of Independent Commercial Producers）賞を2回受賞し
、そのうち2つはニューヨーク近代美術館の永久コレクションに収められている。彼が監督した中で個人的に気に入っている広告は、子供を対象とした超現実的な禁煙公共広告キャンペーンのワシントン州保健局の広告である
。
チェル・ホワイトの作曲作品には、ジョーン・C・グラッツ（英語: Joan C. Gratz）監督のアカデミー賞受賞短編アニメーション映画『階段を降りるモナ・リザ（英語: Mona Lisa Descending a Staircase）』、ジョアンナ・プリーストリー（英語: Joanna Priestley）とジョーン・C・グラッツ監督の短編アニメーション『賛否両論（英語: Pro and Con）』、コピー・マシーン（シチズンM役）の振付、トム・ブロソー（英語: Tom Brosseau）との『A Bird Is Following Me』、長編映画『バックスビル』などがある。
1981年から1982年にかけて、彼はテクノデュオ「プロセス・ブルー」のメンバーだった（ダーク・エントリーズ・レコード）

。
2019年には、ホワイトの1985年から1991年までの実験音楽とサウンドトラック音楽を収録したビニールレコード「オートマトン」がリリースされた（プラットフォーム23レコーディングス）。ホワイトの脚本家としての経歴には、『バックスビル』（長編）、『リトル・ドニー』（短編）、『ジングル・オール・ザ・ウェイ』（テレビスペシャル）のストーリー開発、同名のシムエックス・アイワークス4Dアトラクション映画用にオリジナルの『赤鼻のトナカイ』を基にしたストーリーの翻案などがある。俳優としては、『カウガールもブルース』（1993年）でユマ・サーマンと共演し、脳外科医の役を演じた。

## 作品等の履歴

### コンピレーションと長編映画
- 「The One Minute Mistake」、Segment : AI を通じた私の危険な旅(2023年)
- 永久疲労の保持部門、Segment : フレンチ氏の秘密（2022年）
- ワンミニッツメモワール、Segment : 堕ちた宇宙飛行士の夢（2020年）
- 映画製作者団結（FU）、Segment : リトルドニー（2017年）[74]
- バックスビル（2012年）
- アニメーションショー、Segment : マグダ（2007年）[75]
- 熱狂の夢と天国の悪夢：チェルホワイトの短編映画（2006年）
- アンダーグラウンドゼロ：パートII、Segment : ニューヨーク[76]（2002年）
- 第23回アニメーショントーナメント、コピーマシンの振り付け（フォトコピーチャチャ）[77]（1991年）

### 短編映画
- 私のワンミニッツメモワール：堕ちた宇宙飛行士の夢（2020年）
- リトルドニー（2017年）
- 風(2007年)
- 私の執筆プロセスを痛切に垣間見る(60 秒未満で) (2005年)
- マグダ (2004年)
- エクリプス (2003年)
- ニューヨーク (2002年)
- パッセージ (2001年)
- ソウルメイト (2000年)
- ビート、爆弾、そして 1950 年代: ロバート ブリッグス (1999年)[78]
- ダート (1998年)
- コピー・マシン (フォトコピー チャチャ) の振り付け (1991年)
- マシン・ソング (1987年)
- メタル・ドッグス・オブ・インディア (1985年)

### ビデオ
- ディーン ハーレー - 「No More」(2022年)
- トム ブロソー - 「Tami」(2014年)
- クリスタベルとデヴィッド リンチ - 「Bird of Flames」(2012年)[79]
- トム ヨーク - 「Harrowdown Hill」(2006年)[10]
- シーズン・トゥ・リスク - 「ブラッド・アグリー」(1994年)
- メルビンズ - 「フーチ」(1993年)
- キャンドルボックス - 「チェンジ」(1992年)

### テレビ
- ジングル・オール・ザ・ウェイ (テレビスペシャル) (2011年)
- サタデー・ナイト・ライブ / サタデー・テレビ・ファンハウス ブルー・クリスマス (2004年)
- サタデー・ナイト・ライブ / サタデー・テレビ・ファンハウス クリスマスを台無しにしたナレーター (2001年)
- ザ・PJs / ゲットー・スーパースターズ (2000年)[80]

### 商業広告と公共広告
- アメリカン・インディアン・カレッジ・ファンド - ワン・パーセント (2015年)[81]
- ラックス (ソープオペラ) - プロヴォケーター (2006年)
- ワシントン州保健局 - パーク・アンド・レクリエーション・ルーム (2005年)
- オフィスマックス - サンタの助っ人 (2005年)[82]
- Reese's Pieces - Center of Attention (2003) (David Daniels と共同監督)[83]
- Fila - Mash (1994年)
- Memorial Blood Centers - Photocopy Jazz (1992年)

### 出演
- History, Mystery & Odyssey、マーティン・クーパー監督のドキュメンタリー長編映画、インタビュー対象者 (2023年)[84]
- Live Wire Radio、エピソード #198、インタビュー対象者 (2012年11月12日)[85]
- Art In Context、PBS / KLRU、インタビュー対象者 (2010年3月15日)[86]
- The American Avant Garde、インタビュー対象者 (2004年)[87]
- Exposure、The Sci-Fi Channel (SyFy)、インタビュー対象者 (2000年)[88]
- Oregon Art Beat、シーズン 2 エピソード #219、インタビュー対象者 (2000年4月5日)[89]
- Even Cowgirls Get The Blues、脳外科医役 (1993年)[90]

### その他のメディア
- Animation Sketchbooks、書籍、特集アーティスト、Chronicle Books LLC、Laura Heit 著 (2013年)[91]
- Animation in Process、書籍、特集アーティスト、ロンドン: Laurence King、Andrew Selby 著 (2009年)[92]

### フェローシップ、助成金、賞
- 2008年: Oregon Arts Commission、Project Grant、長編映画開発、Stranded[93]。
- 2007年: Rockefeller Foundation、Media Artist Fellowship、長編映画開発、Stranded[93]。
- 2007年: SXSW、最優秀ミュージックビデオ[94]、[45] Thom Yorke、Harrowdown Hill[10]。
- 2006年: MoMAでのAICPショー、Office Max Santa's Helper、The Art and Technique of the American Television Commercial[65]に収録、ニューヨーク近代美術館の永久コレクション。
- 2006年: ベンド映画祭、最優秀短編映画賞、A Painful Glimpse Into My Writing Process (In Less Than 60 Seconds)[95]
- 2005年: 地域芸術文化評議会、メディアアーティストフェローシップ、長編映画開発。[50]
- 2005年: アナーバー映画祭、EMPAワークライフアワード、Magda。
- 2004年: フロリダ映画祭、最優秀短編アニメーション賞、Magda。[96]
- 2001年: クリエイティブキャピタル、長編映画脚本開発、Path of Bees。[97]
- 1998年: ストックホルム国際映画祭、最優秀短編映画、Dirt。[98]
- 1994年: MoMAでのAICPショー、Fila Mashが「アメリカのテレビコマーシャルの芸術と技術」プログラムに含まれ、ニューヨーク近代美術館の永久コレクションに収蔵[65]。
- 1992年: アナーバー映画祭、最優秀アニメーション映画賞、Copy Machine (Photocopy Cha Cha)の振付[16][99]。
- 1991年: シカゴ国際映画祭、最優秀短編映画賞ノミネート、アニメーション部門金賞受賞、Copy Machine (Photocopy Cha Cha)の振付[100][101]。